# Grevskabet Schackenborg
Grevskabet Schackenborg var et dansk og i en periode tysk grevskab, der eksisterede fra 1676 til 1924.
Grevskabet blev oprettet 23. juni 1676 for Otto Didrik Schack af hovedgårdene Møgeltønderhus, Sødamgård, Solvig og Store Tønde. Selv om grevskabet lå inde i hertugdømmet Slesvig, hørte det til de såkaldte kongerigske enklaver, der var direkte underlagt Kongeriget Danmark. Grevskabet blev opløst ved lensafløsningen i 1924.

## Besiddere af Grevskabet Schackenborg
Besidderne af Grevskabet Schackenborg fra 1676 til 1924:
- 1676–1683 : Otto Didrik lensgreve Schack
- 1683–1719 : Hans lensgreve Schack
- 1719–1741 : Otto Didrik lensgreve Schack
- 1741–1786 : Hans lensgreve Schack
- 1786–1809 : Otto Didrik lensgreve Schack
- 1809–1814 : Hans lensgreve Schack
- 1814–1856 : Otto Didrik lensgreve Schack
- 1856–1905 : Hans lensgreve Schack
- 1905–1924 : Otto Didrik lensgreve Schack